# Michael Galasso
Michael John Galasso (Hammond, 1949 – Parigi, 9 settembre 2009) è stato un compositore, violinista e direttore d'orchestra statunitense.

## Colonne sonore
Galasso ha composto numerose colonne sonore, tra cui quella per il film In the Mood for Love di Wong Kar-wai. Nel 2009 ha vinto il Premio César alla miglior colonna sonora originale per il film Séraphine di Martin Provost.

## Teatro
Galasso ha debuttato componendo musica di accompagnamento per teatro. Ha collaborato con Robert Wilson per Ouverture (1972), The Life and Times of Josef Stalin (1973), A Letter for Queen Victoria (1975) e The $ Value of Man (1975). Più di recente è tornato a lavorare con Wilson per la messa in scena de La signora dal mare di Ibsen (1998) e Il sogno di Strindberg.

## Installazioni sonore
Ha realizzato anche alcune installazioni sonore, tra cui quella per la Giorgio Armani Retrospective al Museo Guggenheim di New York nel 2000 e al Museo Guggenheim di Bilbao nel 2001.

## Discografia
- Scenes (ECM, 1984)
- Scan Lines (Igloo, 1985)
- High Lines (ECM, 2005)